# Кноблох, Шарлотта
Шарлотта Кноблох (нем. Charlotte Knobloch; 29 октября 1932, Мюнхен, Бавария, Веймарская республика) — бывший президент Центрального совета евреев Германии в период с 2006 по 2010 годы. Она также была вице-президентом Европейского еврейского конгресса с 2003 по 2010 годы и Всемирного еврейского конгресса с 2005 по 2013 годы. Она в течение многих лет была одним из главных лидеров еврейской общины Мюнхена, являясь президентом  Еврейской общины Мюнхена и Верхней Баварии с 1985 года.

## Биография
Шарлотта Кноблох родилась в Мюнхене в 1932 году в зажиточной еврейской семье юристов. Её отец Фриц Нойланд был мюнхенским юристом и сенатором Баварии. Её мать Маргарет была христианкой от рождения, но приняла иудаизм, выйдя замуж за Нойланда. Однако, её родители развелись в 1936 году. Впоследствии, она была на воспитании у своей бабушки Альбертины Нойланд, которая была убита в концентрационном лагере «Терезиенштадт» в 1944 году. После ареста её отца, Кноблох была спасена их бывшей экономкой, которая, взяв её на руки, принесла домой в христианскую семью во Франконии. С 1942 года она жила с фермерами-католиками во Франконии, которые выдавали её как за собственную незаконнорожденную дочь.
В 1951 году Шарлотта Нойланд вышла замуж за Самуэля Кноблоха (1922—1990), выжившего в Краковском гетто. У них родился один сын (впоследствии, менеджер банка Бернд Кноблох) и ещё две дочери (Соня и Айрис). Сэмуэль и Шарлотта Кноблох изначально хотели эмигрировать либо в Австралию, либо в США. После рождения детей они решили остаться в Мюнхене.
Кноблох была соучредителем немецкой секции «Международной женской сионистской организации» (WIZO) и казначеем «Еврейской женской лиги» в Германии.
Одним из её достижений является Еврейский центр в Мюнхене с новой главной синагогой «Шатёр Иакова», которая была открыта 9 ноября 2006 года в честь 68-й годовщины Хрустальной ночи, и еврейским музеем. В 2005 году она стала почётным гражданином Мюнхена.
Кноблох особенно обеспокоена проблемой антисемитизма в Восточной Европе. Во Всемирном еврейском конгрессе она работает над продвижением немецкоязычных еврейских общин и налаживанием связей с еврейскими общинами в других странах. Она заняла противоречивую позицию против установки камней преткновения в Мюнхене на тротуарах, фактически блокируя их размещение по сей день.
В январе 2009 года она заявила, что Центральный совет временно прекращает контакты с Римско-католической церковью из-за снятия отлучения от церкви скандально известного отрицанием Холокоста епископа Ричарда Уильямсона.

## Другая деятельность
- «Немецкие друзья Еврейского университета в Иерусалиме» — член попечительского совета[7].
- «Против забвения — за демократию» — член правления[8].
- «Фонд имени Конрада Аденауэра» — член попечительского совета[9].
- «Мюнхенский университет имени Людвига и Максимилиана» — член попечительского совета.
- «Стипендиальный фонд Эрнста Людвига Эрлиха» — меценат.

## Признание
В январе 2014 года Кноблох была удостоена звания первого лауреата в номинации «За выдающиеся заслуги» премии «Obermayer German Jewish History Awards».

## В культуре
- В 2009 году вышла книга Михаэля Шлейхера «Шарлотта Кноблох — портрет» (нем. Charlotte Knobloch - Ein Portrait) — ISBN 978-3-937090-32-0
- Телефильм «Анна Хаймкер» основан на жизни Шарлотты Кноблох во время Второй мировой войны[10].